# 科尔姆埃克吕斯
科尔姆埃克吕斯（法語：Corme-Écluse，法語發音：[kɔʁm eklyz]）是法国滨海夏朗德省的一个市镇，位于该省中南部偏西，属于桑特区。

## 地理
科尔姆埃克吕斯（45°37'52"N, 0°51'16"W）面积17.49 平方千米，位于法国新阿基坦大区滨海夏朗德省，该省份为法国西部滨海省份，北起旺代省，西临大西洋，南至吉倫特省，东南接多爾多涅省，东北接德塞夫勒省接壤，东临夏朗德省。
与科尔姆埃克吕斯接壤的市镇（或旧市镇、城区）包括：勒谢、格雷扎克、默尔萨克、圣罗曼德伯内、塞米萨克。

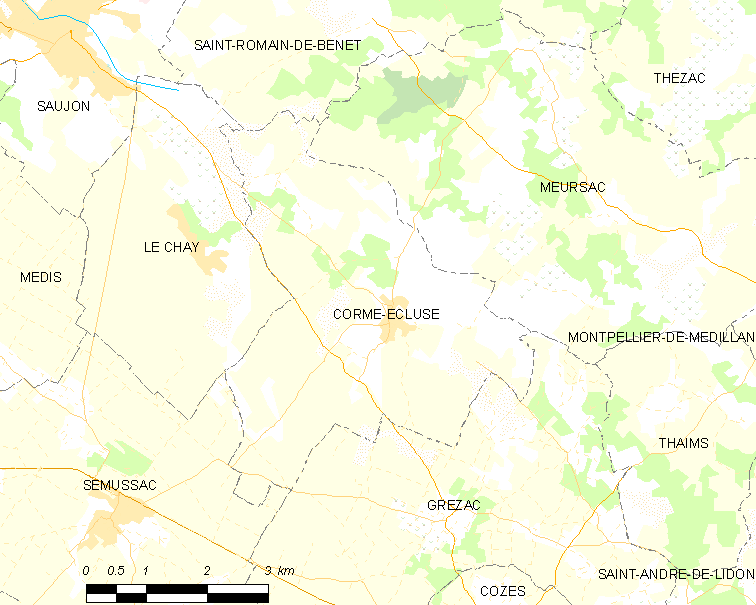
科尔姆埃克吕斯的OSM定位图

科尔姆埃克吕斯的时区为UTC+01:00、UTC+02:00（夏令时）。

## 行政
科尔姆埃克吕斯的邮政编码为17600，INSEE市镇编码为17119。

## 政治
科尔姆埃克吕斯所属的省级选区为索容县。

## 人口

1962-2008年间科尔姆埃克吕斯人口变化图示

科尔姆埃克吕斯于2022年1月1日时的人口数量为1278人。